# 315. strelska divizija (ZSSR)
315. strelska divizija (izvirno rusko 315. стрелковая дивизия; kratica 315. SD) je bila strelska divizija Rdeče armade v času druge svetovne vojne.

## Zgodovina
Divizija je bila ustanovljena julija 1942 v Barnaulu.